# Savignia ussurica
Savignia ussurica là một loài nhện trong họ Linyphiidae.
Loài này thuộc chi Savignia. Savignia ussurica được Kirill Yuryevich Eskov miêu tả năm 1988.